# Никитина, Татьяна Антоновна
Татьяна Антоновна Никитина (1926 — 2018) — советский механизатор и передовик сельскохозяйственного производства. Герой Социалистического Труда (1973).

## Биография
Родилась 5 марта 1926 года в селе Лизиновка, Россошанского района Воронежской области.
В 1939 году после получения начального образования начала работать — рядовой колхозницей совхоза имени Копенкина села Копенкино Россошанского района Воронежской области. С  1942 года в период Великой Отечественной войны работала — трактористом и комбайнёром в совхозе «Райновский».
С 1945 по 1970-е годы Т. А. Никитина являлась передовым механизатором, неоднократно перевыполнявшим плановые задания и социалистические обязательства.
8 апреля 1971 года Указом Президиума Верховного Совета СССР «за выдающиеся успехи, достигнутые в труде» Татьяна Антоновна Никитина была награждена Орденом Октябрьской Революции.
15 декабря 1972 года Указом Президиума Верховного Совета СССР «за выдающиеся успехи, достигнутые в труде» Татьяна Антоновна Никитина была награждена Орденом Трудового Красного Знамени.
11 декабря 1973 года Указом Президиума Верховного Совета СССР «за выдающиеся успехи, достигнутые во Всесоюзном социалистическом соревновании, и проявленную трудовую доблесть в выполнении принятых обязательств по увеличению производства и продажи государству зерна и других продуктов земледелия в 1973 году»  Татьяна Антоновна Никитина была удостоена звания Героя Социалистического Труда с вручением Ордена Ленина и золотой медали «Серп и Молот».
Делегат XXV (1976) и (1981) XXVI съездов КПСС.
С 1982 года — на пенсии.
Жила в городе Россошь Воронежской области. Умерла 9 ноября 2018 года.

## Награды
- Медаль «Серп и Молот» (11.12.1973)
- Орден Ленина (11.12.1973)
- Орден Октябрьской Революции (8.04.1971)
- Орден Трудового Красного Знамени (15.12.1972)

### Звание
- Почётный гражданин Россошанского района (1997)